# الفارذنغ الثالث
كان الفارذنغ الثالث عبارة عن عملة بريطانية بقيمة1⁄2880 من الجنيه ،1⁄144 من الشلن، أو1⁄12. سكت من النحاس في أعوام 1827 و1835 و1844، ومن البرونز في سنوات مختلفة بين عامي 1866 و1913. على الرغم من ترخيصها حصريًا للاستخدام في مستعمرة مالطا التاجية، فإن الفارذنغ الثالث مصنف كعملة بريطانية لأنها أجزاء من العملة البريطانية، وكانت مالطا تستخدم العملات القياسية للجنيه الإسترليني.

## التاريخ
عندما أصبحت مالطا محمية بريطانية في عام 1800، كان المعيار النقدي المحلي هو السكودو المالطي الذي أصدره فرسان الإسبتارية في القرن الثامن عشر، على الرغم من تداول العملات الأجنبية أيضًا. scudo واحد يمكن تقسيمها إلى 240 grani، والتي كانت عبارة عن عملات برونزية صغيرة. في اللغة العامية، يشير المتحدثون باللغة المالطية إلى grano (وبعد ذلك فلس ثالث) ħabba، الكلمة المالطية التي تعني "حبة". كانت أدنى فئة من العملات البريطانية، الفارذنغ، تعادل ثلاثة جراني.
في عام 1825، جعلت السلطات البريطانية العملة البريطانية هي المعيار النقدي لمالطا. في 3 نوفمبر 1827، صدر إعلان ينص على أن العملات النحاسية البريطانية هي العملة النحاسية القانونية الوحيدة للمستعمرة وأمر بأن "تتوفر عملة نحاسية بقيمة أقل من الفارذنغ البريطاني لإيواء السكان". أصدرت دار سك العملة الملكية 1,440,000 فارذنغ ثالث، أو "حبوب بريطانية"، لتحل محل grani القديمة. على الرغم من أن الفارذنغ الثالث يتوافق مع المعيار النقدي البريطاني، إلا أن العملات المعدنية كانت تستخدم حصريًا في مالطا ولم تكن عملة قانونية في المملكة المتحدة.
كان حاكم مالطا قد طلب أن تحمل العملات المعدنية الأسطورة " MALTA - ONE GRAIN "، ولكن بدلاً من ذلك استخدم مسؤولو دار سك العملة التصميمات كما في تصميم ويليام واين للوجه والظهر للعملة البريطانية. كان الوجه الأمامي يحمل صورة جورج الرابع والتاريخ، بينما كان الوجه الخلفي يصور بريتانيا جالسة مع درع ورمح ثلاثي الشعب، محاطة بالأسطورة BRITANNIAR: REX FID: DEF: . سكت العملات المعدنية لعام 1827 من النحاس وكان وزنها يتراوح بين 1.5 و 1.6 جرام وكان قطرها 16 ملم. أتت الموافقة على الإصدارات اللاحقة من النحاس بنفس معيار الحجم والوزن في عامي 1835 و1844، والتي تحمل صور ويليام واين على الوجه الأمامي لويليام الرابع والملكة فيكتوريا، على التوالي.
في عام 1866، إصدر الفارذنغ الثالث من البرونز بدلاً من النحاس. وكان قطرها 16 ملم، ووزنها يتراوح بين 0.9 إلى 1.0 جرام. كان الوجه الأمامي يحمل صورة الملكة فيكتوريا الحائزة على جائزة الغار، بينما إعيد تصميم الوجه الخلفي ليشمل الفئة والتاريخ محاطًا بإكليل من أوراق البلوط والتاج الملكي. صمم كلا الجانبين بواسطة ليونارد تشارلز واين، وظهرا على عملات فيكتوريا اللاحقة في أعوام 1868، 1876، 1878، 1881، 1884، و1885.
في عام 1902، أصدرت السلطات البريطانية 100 جنيه إسترليني أو 288000 فارذنغ إدوارد السابع،باستخدام وجه من تصميم جورج ويليام دي سولس ونسخة محدثة من تاج إل سي واين وإكليل البلوط مع تاج إمبراطوري. إنتج إصدار نهائي بقيمة 100 جنيه إسترليني أو 288000 فارذنغ ثالث في عام 1913 في عهد جورج الخامس. كان الوجه من تصميم بيرترام ماكينال، بينما أعاد الوجه الخلفي استخدام تصميم إصدار عام 1902 مع التاج الإمبراطوري.
على الرغم من أن العملة البريطانية ما قبل العشرية ظلت هي المعيار النقدي المالطي حتى مايو 1972، يبدو أن الفارذنغ الثالث قد خرج من التداول بحلول ثلاثينيات القرن العشرين.
في عام 2015، أصدر البنك المركزي المالطي 2500 عملة تذكارية من سبائك الذهب بقيمة 5 يورو تكريماً للفارذنغ الثالث. يظهر على الوجه تاريخ وشعار مالطا. كان الوجه الخلفي مستوحى من تصميم ويليام واين "بريتانيا الجالس" لإصدارات عام 1827 و1835 و1844.

### الاستشهادات
1. ↑  Peck 1960، صفحة 391
2. 1 2  "British Era, 1800-1964". Central Bank of Malta. مؤرشف من الأصل في 2014-08-10.
3. 1 2 3  "One-Third Farthing". Central Bank of Malta. مؤرشف من الأصل في 2024-06-17. اطلع عليه بتاريخ 2022-11-29.
4. 1 2 3  "Item NU 14116: Coin - 1/3 Farthing, Malta, 1827". Museums Victoria Collections. Museums Victoria. مؤرشف من الأصل في 2025-03-15. اطلع عليه بتاريخ 2022-11-29.
5. 1 2  Peck 1960، صفحة 398
6. 1 2  "Fractional Farthings". Royal Mint Museum. مؤرشف من الأصل في 2025-04-27. اطلع عليه بتاريخ 2022-11-29.
7. ↑  Peck 1960، صفحة 402
8. ↑  Peck 1960، صفحة 415
9. ↑  "Item NU 14119: Coin - 1/3 Farthing, Malta, 1835". Museums Victoria Collections. Museums Victoria. مؤرشف من الأصل في 2024-12-25. اطلع عليه بتاريخ 2022-11-29.
10. ↑  "Item NU 14124: Proof Coin - 1/3 Farthing, Malta, 1844". Museums Victoria Collections. Museums Victoria. مؤرشف من الأصل في 2025-03-16. اطلع عليه بتاريخ 2022-11-29.
11. ↑  "Item NU 14125: Proof Coin - 1/3 Farthing, Malta, 1878". Museums Victoria Collections. Museums Victoria. مؤرشف من الأصل في 2025-01-19. اطلع عليه بتاريخ 2022-11-29.
12. 1 2  Peck 1960، صفحات 445–446
13. 1 2  Peck 1960، صفحة 500
14. ↑  Peck 1960، صفحة 496
15. 1 2  Peck 1960، صفحة 509
16. ↑  Peck 1960، صفحة 501
17. ↑  Central Bank of Malta نسخة محفوظة 2013-10-29 على موقع واي باك مشين., The Coinage of Malta